# Popkralevo, Silistra
Popkralevo (în bulgară Попкралево, în română Ghiurghengic) este un sat în comuna Silistra, regiunea Silistra, Dobrogea de Sud, Bulgaria. 
Între anii 1913-1940 a făcut parte din plasa Silistra a județului Durostor, România.

## Demografie
Componența etnică a satului Popkralevo
     Bulgari (100%)
     Nicio identificare (0%)
     Altele (0%)
La recensământul din 2011, populația satului Popkralevo era de 68 locuitori. Din punct de vedere etnic, toți locuitorii erau bulgari.